# Himne Nacional de Kenya
L'himne nacional de Kenya és Ee Mungu Nguvu Yetu (traduït al català, Oh Déu nostra força).

## Lletra original
Aquí teniu la lletra en el dos idiomes oficials de Kenya, l'anglès i el suahili.

### Anglès
O God of all creation,
Bless this our land and nation.
Justice be our shield and defender,
May we dwell in unity,
Peace and liberty.
Plenty be found within our borders.
Let one and all arise
With hearts both strong and true.
Service be our earnest endeavour,
And our Homeland of Kenya,
Heritage of splendour,
Firm may we stand to defend.
Let all with one accord
In common bond united,
Build this our nation together,
And the glory of Kenya,
The fruit of our labour
Fill every heart with thanksgiving.

### Suahili
Ee Mungu nguvu yetu
Ilete baraka kwetu
Haki iwe ngao na mlinzi
Natukae na undugu
Amani na uhuru
Raha tupate na ustawi.
Amkeni ndugu zetu
Tufanye sote bidii
Nasi tujitoe kwa nguvu
Nchi yetu ya Kenya
Tunayoipenda
Tuwe tayari kuilinda.
Natujenge taifa letu
Ee, ndio wajibu wetu
Kenya istahili heshima
Tuungane mikono
Pamoja kazini
Kila siku tuwe na shukrani.

## Lletra traduïda
Aquí trobareu la lletra de l'himne traduïda de l'anglès al català:
Oh, Déu de tota la creació,
beneeix la nostra terra i nació,
sigui la justícia nostra protectora i defensora, 
visquem en unitat, 
pau i llibertat, 
i trobem la plenitud en la nostra pàtria.
Posem-nos en peu 
amb els cors forts i sincers.
Que el servei sigui nostra obstinació més productiu, 
i la nostra llar de Kenya, 
patrimoni d'esplendor, 
la defensarem firmemente.
Tots a l'uníson, 
units per un llaç comú, 
construïm aquesta nostra nació tots junts, 
i que la glòria de Kenya, 
el fruit de la nostra labor 
ompli cadascun dels cors agraïts.